# جيمي دي سانا
جيمي دي سانا (بالإنجليزية: Jimmy De Sana)‏ هو فنان ومصور ورسام أمريكي، ولد في 12 نوفمبر 1949 في ديترويت في الولايات المتحدة، وتوفي في 27 يوليو 1990 في نيويورك في الولايات المتحدة.